# Franz Konrad (Politiker)
Franz Josef Konrad (* 16. September 1891 in Edelbeuren; † 15. Mai 1957 in Laupheim) war ein deutscher Politiker. Er hatte zweimal das Amt des Oberbürgermeisters in Schwäbisch Gmünd inne. Er war zunächst Politiker der Zentrumspartei, dann agierte er für die NSDAP und wurde nach dem Krieg schließlich zumindest von der CDU unterstützt. Die Parteimitgliedschaft in der CDU kann zumindest nicht zweifelsfrei nachgewiesen werden.

## Leben
Konrad war vom 12. April 1924 bis 10. Oktober 1934 zunächst Stadtschultheiß, dann Bürgermeister von Laupheim. Zum 1. Mai 1933 war er der NSDAP beigetreten (Mitgliedsnummer 2.922.232). Im November 1934 wurde er vom Innenministerium in Stuttgart angewiesen, den Posten des Oberbürgermeisters in Schwäbisch Gmünd zu übernehmen, da sein ordentlicher Vorgänger Karl Lüllig durch die Nationalsozialisten des Amtes enthoben wurde. Es wurde seine Aufgabe, die wirtschaftliche Monostruktur der Stadt mit der Beschränkung auf die Silberwaren- und Schmuckwarenindustrie aufzubrechen, da das Steueraufkommen der Stadt außerordentlich gering war. Er konnte unter anderem ein Werk der ZF Friedrichshafen für Schwäbisch Gmünd gewinnen, aus dem die ZF Lenksysteme (heute: Robert Bosch Automotive Steering) hervorgegangen sind. Er erreichte die Aufhebung des Status Notstandsgebiet für Schwäbisch Gmünd, den die Stadt aufgrund der Auswirkungen der Wirtschaftskrise hatte. Des Weiteren erreichte er den Bau einer neuen Kaserne, der Adolf-Hitler-Kaserne (später Hardt-Kaserne). 1942 wurde Konrad zur Kriegsmarine eingezogen, kehrte jedoch bereits 1943 zurück. Nachdem er häufig krank war, wurde er 1945 pensioniert und zog noch vor Kriegsende nach Laupheim zurück.
Bei der Oberbürgermeisterwahl 1948 stellte sich Konrad erneut zur Wahl und wurde mit annähernd zwei Drittel der Stimmen gewählt. Die amerikanische Verwaltung erwirkte, unter Rücksprache mit Ministerpräsident Reinhold Maier, dass Konrad sein Amt nicht antreten konnte, obwohl Konrad durch einschlägige Spruchkammern entlastet war. In der daraufhin notwendigen Neuwahl wurde Hermann Kah zum Oberbürgermeister gewählt. 1954 trat Konrad erneut zur Oberbürgermeisterwahl an und wurde mit einer deutlichen Mehrheit gegen Kah wieder ins Amt gewählt. Er trat das Amt an, musste jedoch bereits zum Jahresende 1956 wieder aus gesundheitlichen Gründen vom Amt zurücktreten. Er starb kurz darauf an einer Herzembolie. Ein Teilnachlass ist im Stadtarchiv Schwäbisch Gmünd überliefert.
Im Schwäbisch Gmünder Stadtteil Rehnenhof-Wetzgau wurde eine Straße nach Konrad benannt. Diese Benennung geriet 2014, 2020 und zuletzt 2022 in Kritik. Eine Umbenennung wurde zuletzt im Dezember 2022 abgelehnt. Es wird mit einer Stele über den vom Naziregime eingesetzten und später von den Gmündern gewählten Oberbürgermeister informiert.